# Honnenahalli, Krishnarajanagara
Honnenahalli là một làng thuộc tehsil Krishnarajanagara, huyện Mysore, bang Karnataka, Ấn Độ.